# Spilichneumon genalis
Spilichneumon genalis là một loài tò vò trong họ Ichneumonidae.